# Segunda División de Chile 1977
El Campeonato Nacional de Fútbol de Segunda División de 1977 fue el 26° torneo disputado de la segunda categoría del fútbol profesional chileno. Contó con la participación de 18 equipos, dos más que la temporada anterior, ya que fueron incluidos Colchagua, cuya última participación en el fútbol profesional fue en 1973, y Cobreloa, que hacía su debut en el profesionalismo. 
El torneo consistió en un campeonato a dos ruedas con un sistema de todos contra todos y el campeón final fue Coquimbo Unido, equipo que ascendió junto al subcampeón Rangers y Cobreloa, este último por Liguilla de promoción.
En la parte baja de la tabla de posiciones se ubicó Magallanes, que mantuvo su cupo en Segunda, ya que se decidió aumentar el cupo a 19 equipos para 1978.

## Movimientos divisionales
| Pos | a Primera División de Chile 1977 |
| --- | -------------------------------- |
| 1º  | Ñublense (Campeón)               |
| 2º  | O'Higgins                        |
| 3º  | Audax Italiano                   |

| Pos | a Segunda División de Chile 1977 |
| --- | -------------------------------- |
| -   | Deportes Colchagua               |

| Pos | Expansión (Zona Norte) |
| --- | ---------------------- |
| -   | Cobreloa               |

| Pos | Descendido desde Primera División de Chile 1976 |
| --- | ----------------------------------------------- |
| 1º  | Deportes La Serena                              |
| 2º  | Naval                                           |
| 3º  | Rangers de Talca                                |

| Pos | Asociación de Origen |
| --- | -------------------- |
| -   | -                    |

## Equipos participantes
| Equipo             | Ciudad                              |
| ------------------ | ----------------------------------- |
| Cobreloa           | Calama                              |
| Deportes Colchagua | San Fernando                        |
| Coquimbo Unido     | Coquimbo                            |
| Curicó Unido       | Curicó                              |
| Deportes La Serena | La Serena                           |
| Deportes Linares   | Linares                             |
| Ferroviarios       | Estación Central, Santiago de Chile |
| Iberia             | Los Ángeles                         |
| Independiente      | Cauquenes                           |
| Magallanes         | San Bernardo, Santiago de Chile     |
| Malleco Unido      | Angol                               |
| Naval              | Talcahuano                          |
| Rangers            | Talca                               |
| San Antonio Unido  | San Antonio                         |
| San Luis           | Quillota                            |
| Trasandino         | los Andes                           |
| Unión La Calera    | La Calera                           |
| Unión San Felipe   | San Felipe                          |

## Tabla final
| Pos | Equipo               | PJ | PG | PE | PP | GF | GC | Dif | Pts |
| --- | -------------------- | -- | -- | -- | -- | -- | -- | --- | --- |
| 1   | Coquimbo Unido       | 34 | 18 | 11 | 5  | 53 | 30 | 23  | 47  |
| 2   | Rangers              | 34 | 18 | 8  | 8  | 54 | 37 | 17  | 44  |
| 3   | Malleco Unido        | 34 | 15 | 13 | 6  | 45 | 30 | 15  | 43  |
| 4   | Cobreloa             | 34 | 17 | 8  | 9  | 54 | 30 | 24  | 42  |
| 5   | Unión San Felipe     | 34 | 15 | 11 | 8  | 58 | 39 | 19  | 41  |
| 6   | Deportes La Serena   | 34 | 16 | 8  | 10 | 65 | 51 | 14  | 40  |
| 7   | Naval                | 34 | 12 | 12 | 10 | 48 | 41 | 7   | 36  |
| 8   | Trasandino           | 34 | 13 | 10 | 11 | 51 | 57 | -6  | 36  |
| 9   | Deportes Linares     | 34 | 13 | 8  | 13 | 54 | 50 | 4   | 34  |
| 10  | Independiente        | 34 | 11 | 12 | 11 | 50 | 49 | 1   | 34  |
| 11  | San Luis de Quillota | 34 | 12 | 9  | 13 | 53 | 53 | 0   | 33  |
| 12  | San Antonio Unido    | 34 | 10 | 9  | 15 | 56 | 67 | -11 | 29  |
| 13  | Iberia               | 34 | 9  | 10 | 15 | 42 | 61 | -19 | 28  |
| 14  | Colchagua            | 34 | 9  | 9  | 16 | 35 | 48 | -13 | 27  |
| 15  | Curicó Unido         | 34 | 9  | 7  | 18 | 29 | 45 | -16 | 25  |
| 16  | Unión La Calera      | 34 | 8  | 9  | 17 | 43 | 65 | -22 | 25  |
| 17  | Ferroviarios         | 34 | 8  | 8  | 18 | 39 | 55 | -16 | 24  |
| 18  | Magallanes           | 34 | 8  | 8  | 18 | 44 | 65 | -21 | 24  |

PJ=Partidos jugados; PG=Partidos ganados; PE=Partidos empatados; PP=Partidos perdidos; GF=Goles a favor; GC=Goles en contra; Dif=Diferencia de gol; Pts=Puntos
|  | Campeón. Asciende a Primera División |
|  | Asciende a Primera División          |
|  | Clasifica a la Liguilla de promoción |
|  | Descenso suspendido                  |

## Liguilla de promoción
Clasificaron a la liguilla de promoción los equipos que se ubicaron en 3° y 4° lugar de la Segunda División (Malleco Unido y Cobreloa), con los equipos que se ubicaron en 15° y 16° lugar de la Primera División (Santiago Wanderers y Santiago Morning). Se jugó una ronda con un sistema de todos contra todos, clasificando a Primera División los dos primeros equipos ubicados en la tabla de posiciones.
| Pos | Equipo             | PJ | PG | PE | PP | GF | GC | Dif | Pts |
| --- | ------------------ | -- | -- | -- | -- | -- | -- | --- | --- |
| 1   | Santiago Morning   | 3  | 2  | 1  | 0  | 7  | 3  | 4   | 5   |
| 2   | Cobreloa           | 3  | 1  | 2  | 0  | 5  | 2  | 3   | 4   |
| 3   | Santiago Wanderers | 3  | 0  | 2  | 1  | 3  | 6  | -3  | 2   |
| 4   | Malleco Unido      | 3  | 0  | 1  | 2  | 2  | 6  | -4  | 1   |

PJ=Partidos jugados; PG=Partidos ganados; PE=Partidos empatados; PP=Partidos perdidos; GF=Goles a favor; GC=Goles en contra; Dif=Diferencia de gol; Pts=Puntos
|  | Asciende a Primera División  |
|  | Desciende a Segunda División |

1º Fecha
| 25 de diciembre de 1977 | Santiago Morning                       | 2 : 1 | Malleco Unido | Estadio Nacional, Santiago                                |                                                           |
|                         | José Villalobos 44' · Eduardo Lima 80' |       | Moreno 68'    | Asistencia: 7.511 espectadores Árbitro(s): Ricardo Keller | Asistencia: 7.511 espectadores Árbitro(s): Ricardo Keller |

| 25 de diciembre de 1977 | Cobreloa              | 1 : 1 | Santiago Wanderers | Estadio Nacional, Santiago                                |                                                           |
|                         | Juan "Roly" Núñez 24' |       | Andres Pérsico 77' | Asistencia: 7.511 espectadores Árbitro(s): Nestor Mondría | Asistencia: 7.511 espectadores Árbitro(s): Nestor Mondría |

2º Fecha
| 28 de diciembre de 1977 | Santiago Morning                                                                | 4 : 1 | Santiago Wanderers    | Estadio Nacional, Santiago                                     |                                                                |
|                         | Humberto Martínez 31' · Héctor Chávez 67' · Eduardo Lima 80' · Carlos Rivas 83' |       | Fernando Espinosa 85' | Asistencia: 4.700 espectadores Árbitro(s): Miguel Ángel Luengo | Asistencia: 4.700 espectadores Árbitro(s): Miguel Ángel Luengo |

| 28 de diciembre de 1977 | Cobreloa                                                        | 3 : 0 | Malleco Unido | Estadio Nacional, Santiago                                 |                                                            |
|                         | Julio Correa 64' · Juan "Roly" Núñez 73' · Francisco Valdés 83' |       |               | Asistencia: 4.700 espectadores Árbitro(s): Benjamín Barros | Asistencia: 4.700 espectadores Árbitro(s): Benjamín Barros |

3º Fecha
| 30 de diciembre de 1977 | Santiago Wanderers       | 1 : 1 | Malleco Unido  | Estadio Nacional, Santiago                                |                                                           |
|                         | José Illescas 46' (pen.) |       | Luis Vidal 73' | Asistencia: 10.710 espectadores Árbitro(s): Enrique Marín | Asistencia: 10.710 espectadores Árbitro(s): Enrique Marín |

| 30 de diciembre de 1977 | Santiago Morning      | 1 : 1 | Cobreloa        | Estadio Nacional, Santiago                                |                                                           |
|                         | Humberto Martínez 15' |       | Luis Ahumada 9' | Asistencia: 10.710 espectadores Árbitro(s): Juan Silvagno | Asistencia: 10.710 espectadores Árbitro(s): Juan Silvagno |